# تحالف المرأة من أجل السلام
تحالف المرأة من أجل السلام هو تحالف نشأ في تشرين ثان (نوفمبر) عام 2000 من مجموعة من المنظمات النسوية الإسرائيلية غير حكومية وغير ربحية، ويصف التحالف نفسه باعتباره مجموعة منظمات نسوية ملتزمة بإنهاء الاحتلال وخلق مجتمع أكثر عدلاً، مع تعزيز إشراك المرأة ومشاركتها في المجال العام.
تشكّل تحالف المرأة من أجل السلام من تحالف منظمات محسوم ووتش، ونوجا فيمينست جورنال، ونساء بالأسود، وذا فيفث ماذر، وتاندي، وبات شالوم، ونيو بروفايل ونيليد.

## المبادئ المعلنة
في مؤتمر عُقد في مدينة الناصرة في تشرين الثاني (نوفمبر) عام 2000، توصل تحالف المرأة من أجل السلام إلى اتفاق حول المبادئ الأساسية لحل النزاع الإسرائيلي الفلسطيني، وتمثّلت المبادئ المُعلنة لتحالف المرأة من أجل السلام في تحقيق سلام عادل وشامل في كل من إسرائيل وفلسطين على أساس حل الدولتين وتقسيم القدس وحل مشكلة اللاجئين الفلسطينيين وفقًا للقرار رقم 194 الصادر عن الجمعية العامة للأمم المتحدة، وإشراك المرأة في مفاوضات السلام، وتقليص النزعة العسكرية الإسرائيلية، وإقامة العدالة الاجتماعية والاقتصادية للجميع، وتوفير المواطنة المتساوية للمواطنين الفلسطينيين، واندماج إسرائيل في الشرق الأوسط.
في عام 2009 عقد تحالف المرأة من أجل السلام سلسلة من المناقشات الأيديولوجية والسياسية لمراجعة هذه المبادئ لكي تعكس المواقف الحالية لناشطاته، وإيجاد حل سياسي قائم على العدالة التاريخية والقانون الدولي، والاعتراف بحل الدولتين، ودعم حق العودة للاجئين الفلسطينيين.

## حول محاولة إقامة دولة فلسطينية
أصدر تحالف المرأة من أجل السلام في أيلول (سبتمبر) عام 2011 بيانًا جاء فيه أن مجرد إعلان الدولة الفلسطينية في الضفة الغربية وقطاع غزة غير قادر على إنهاء عقود من الاحتلال والتمييز العنصري على أساس الآليات القانونية التي تتطابق مع تعريف الأمم المتحدة للفصل العنصري، لحل مشكلة اللاجئين أو لتحقيق المساواة المدنية بين اليهود والفلسطينيين مواطني إسرائيل. لا يمكن حل هذه القضايا إلا باتفاق عادل لإنهاء الاحتلال مع الحفاظ على الحقوق الفردية والجماعية الأساسية للفلسطينيين أينما كانوا. وبناءًا على ما سبق دعا تحالف المرأة من أجل السلام إلى إنهاء الاحتلال والحفاظ على حق العودة للفلسطينيين وحقهم في مقاومة الاحتلال بكل أشكال المقاومة المشروعة والشعبية المقبولة بالمعايير الدولية.

## حملة المقاطعة وسحب الاستثمارات وفرض العقوبات
طالب تحالف المرأة من أجل السلام بالمقاطعة وتطبيق العقوبات الدولية وسحب الاستثمارات ورفض التعاون الاقتصادي والثقافي مع دولة إسرائيل ما دامت إسرائيل لا تزال تواصل انتهاك أحكام القانون الدولي، وتواصل احتلال الأراضي الفلسطينية وتُمارس الاضطهاد والقمع ضد المواطنين الفلسطينيين.
كان تحالف المرأة من أجل السلام أحد المنظمات غير الربحية التي تلقت تمويلا من صندوق إسرائيل الجديد، مما تسبب في إثارة الجدل بسبب موقف تحالف المرأة من أجل السلام الداعم لبعض جوانب حملة المقاطعة وسحب الاستثمارات وفرض العقوبات على إسرائيل. تسبب تمويل صندوق إسرائيل الجديد لتحالف المرأة من أجل السلام في إحداث خلاف في أستراليا حيث كان صندوق إسرائيل الجديد يفتتح فرعًا جديدًا له.

ونتيجة لذلك قرر صندوق إسرائيل الجديد في أيار (مايو) من عام 2011 التوقف فجأة عن تمويل تحالف المرأة من أجل السلام، على الرغم من أن تصريحات الصندوق كانت تُشير إلى عكس ذلك. مما دفع تحالف المرأة من أجل السلام إلى توجيه رسائل لاذعة إلى صندوق إسرائيل الجديد عبر موقعه الإلكتروني قائلًا: 
يبدو أنه من المؤسف بشكل خاص أن التوقيت الدقيق لقطع العلاقات بين الصندوق الجديد لإسرائيل وتحالف المرأة من أجل السلام قد حُدّد بالفعل وتم إملائه من جانب منظمة رصد المنظمات غير الحكومية، ويُعتبر الموقف العام للصندوق الجديد لإسرائيل فيما يتعلق بتحالف المرأة من أجل السلام نموذج مشين إلى حد ما لاتباع وقبول الخطاب اليميني واستراتيجياته.